# Josef Blösche
Josef Blösche (ur. 5 lutego 1912 we Frýdlancie, zm. 29 lipca 1969 w Lipsku) – niemiecki zbrodniarz wojenny, służący w SS w stopniu Rottenführera.

## Życiorys
Był Niemcem sudeckim, członkiem NSDAP. Od połowy grudnia 1939 roku służył w policji granicznej, automatycznie zostając pracownikiem Gestapo.
W 1941 roku rozpoczął służbę w SD w getcie warszawskim, gdzie odpowiadał za utrzymanie porządku na drewnianej kładce (przeprowadzonej nad ulicą Chłodną wzdłuż Żelaznej), łączącej tak zwane duże i małe getto. Szybko zasłynął z okrucieństwa – potrafił zastrzelić kogoś tylko dlatego, że ten odważył się spojrzeć mu w twarz. Często również uczestniczył w gwałtach na kobietach, a zgwałcone kobiety zabijał. Okrucieństwu zawdzięczał przydomek, jakim określali go mieszkańcy getta – Frankenstein. Za poświęcenie w stłumieniu powstania w getcie warszawskim otrzymał Krzyż Żelazny II klasy.
We wrześniu 1943 roku został ranny w Warszawie. Brał też udział w stłumieniu powstania warszawskiego – udało mu się zbiec z obleganego przez powstańców gmachu policji. Następnie uczestniczył w walce z partyzantką na Słowacji. W kwietniu 1945 roku podjął nieudaną próbę ucieczki na Zachód. Sowieci, po schwytaniu, wywieźli go do ZSRR, a w 1946 roku wydali Czechosłowacji. Pracował w kopalni, gdzie kilka dni po przybyciu uległ ciężkiemu wypadkowi i jako niezdolny do pracy został zwolniony.
Po zwolnieniu z pracy w kopalni Josef Blösche ukrywał się w Turyngii w NRD, mieszkając wraz z wysiedloną wcześniej matką, współpracował ze Stasi. Zatrzymany 11 stycznia 1967 roku, po wystosowaniu przez zachodnioniemiecką prokuraturę wniosku o ekstradycję, natychmiast przyznał się do udziału w dwóch egzekucjach. W czasie procesu przyznał, że podczas jednej z egzekucji na podwórku jednego z budynków zamordowano około 600 osób. Wyliczył to na podstawie kilkunastometrowej i do jego ramion wysokiej sterty ciał zabitych. W tej jednej egzekucji zabił około 75 osób.
W kwietniu 1969 roku, na procesie w Erfurcie, Blösche został uznany winnym zbrodni wojennych, między innymi udziału w deportacji ponad 300 000 Żydów, zastrzeleniu co najmniej 2000 osób w tym udziału w egzekucji ponad 1000 Żydów na dziedzińcu kompleksu budynków 19 kwietnia 1943 roku. Sąd wymierzył mu karę śmierci, która została wykonana.

## Odniesienia w kulturze
W 2003 roku Heribert Schwan i Helgard Heindrichs opublikowali książkę o Josefie Blöschem, Der SS-Mann – Josef Blösche – Leben und Sterben eines Mörders (Monachium, 2003). Ponadto Schwan, w tym samym roku i pod tym samym tytułem, zrealizował film dokumentalny przedstawiający sylwetkę Blöschego. Jego przydomek, Frankenstein, jest również wspomniany w filmie Ulica Graniczna z 1948 roku, w reżyserii Aleksandra Forda.

## Galeria

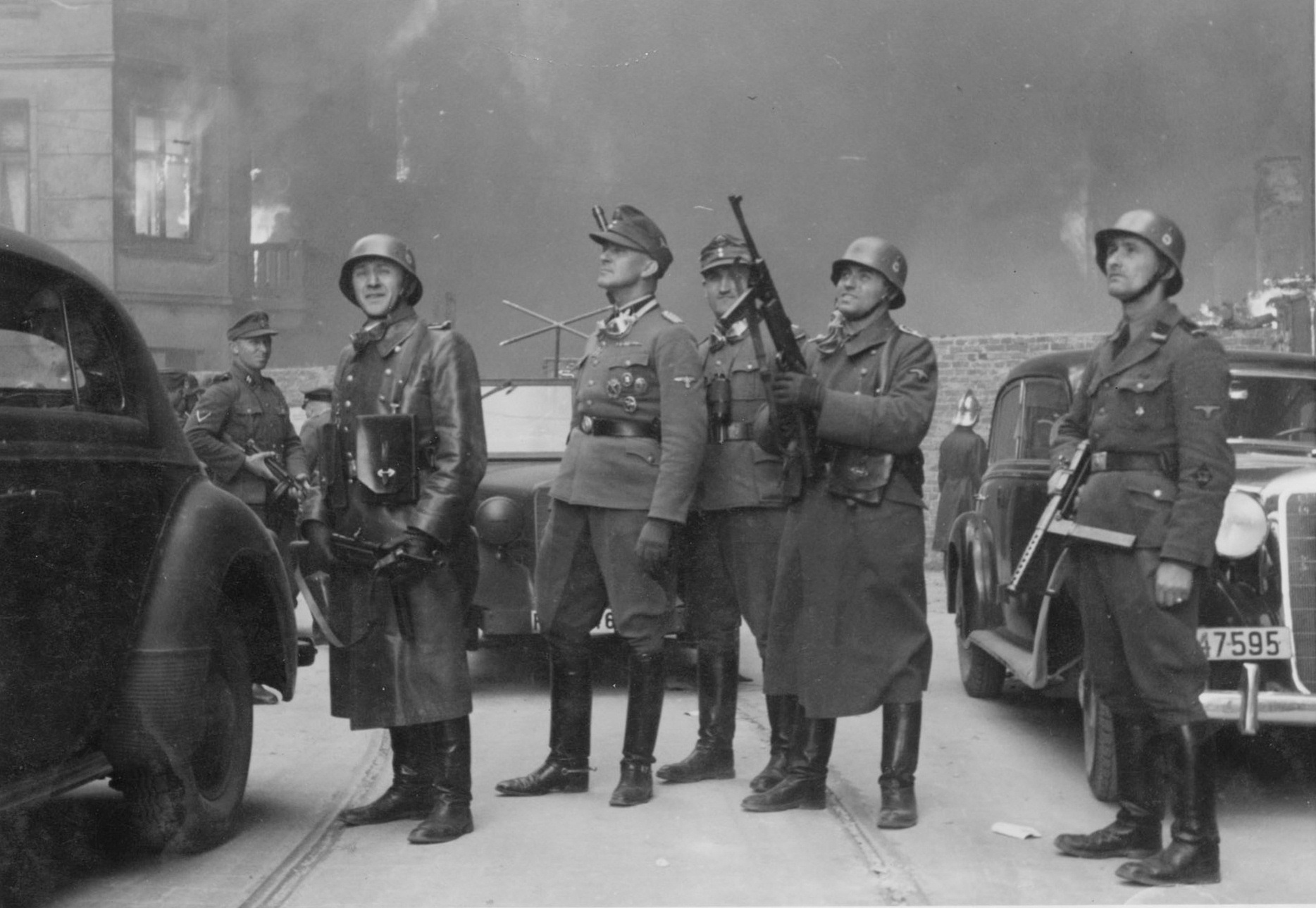
Powstanie w getcie warszawskim – fotografia z raportu Jürgena Stroopa do Heinricha Himmlera z maja 1943 roku. Pierwszy z prawej to Josef Blösche
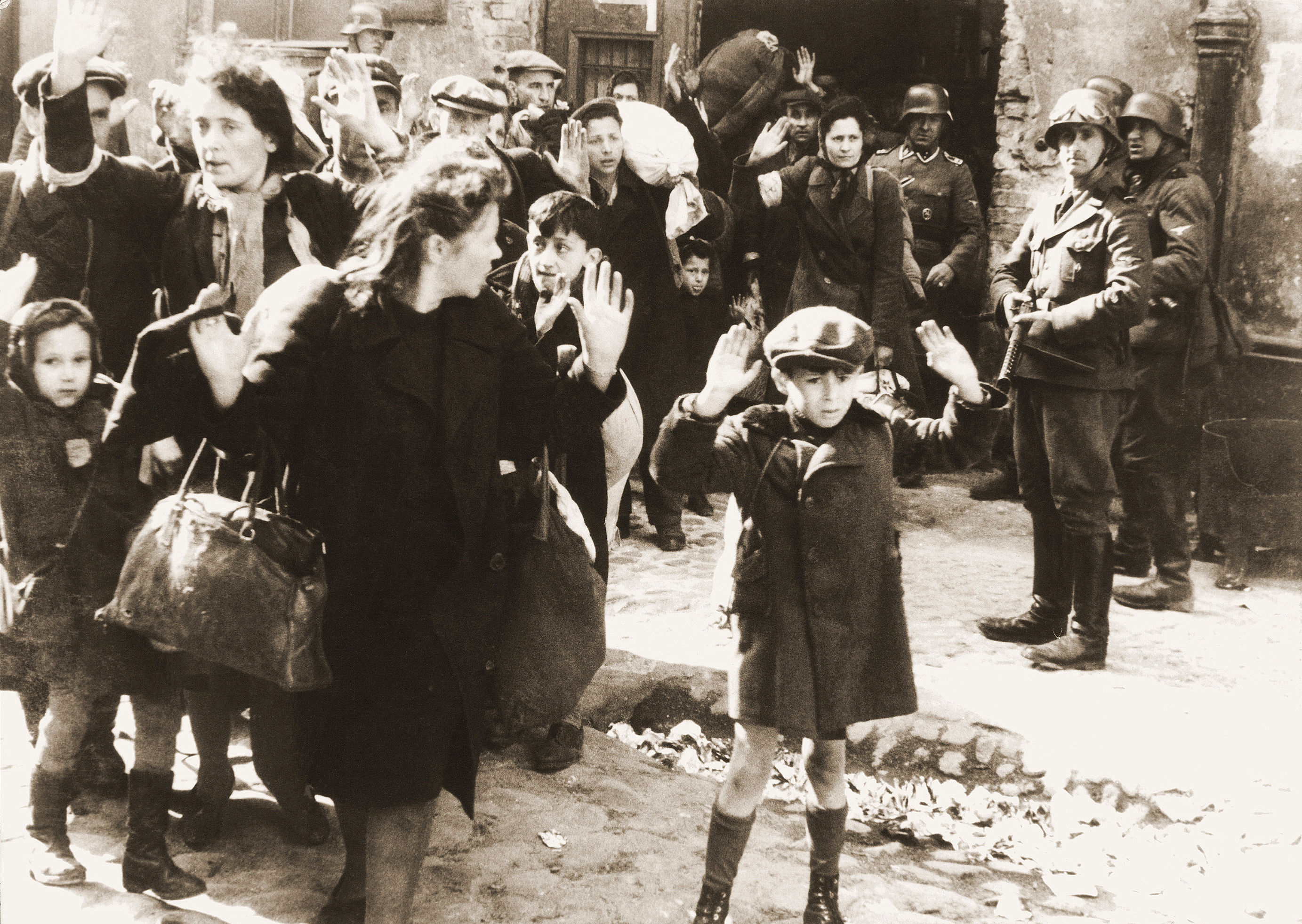
Fotografia z raportu Stroopa. Josef Blösche został rozpoznany jako żołnierz z pistoletem maszynowym MP 28 II